# Taxtako‘pir
Taxtako‘pir es una localidad de Uzbekistán, en la república autónoma de Karakalpakia.
Se encuentra a una altitud de 63 m sobre el nivel del mar. 

## Demografía
Según estimación 2010 contaba con una población de 29 036 habitantes.